# Риджионализм
Риджионали́зм, регионали́зм (англ. Regionalism от regional — местный) — течение в американском искусстве 1930-х годов.

## Риджионализм в американской живописи
Риджионализм возник в качестве идейного и эстетического движения в американском искусстве 1930-х годов, направленного на поиски национального своеобразия, против доминирования французской школы, отчасти спровоцированное знаменитой выставкой «Armory Show» (англ. Armory Show — «Арсенальная выставка»), официальное название: «Международная выставка современного искусства» (International Exhibition of Modern Art), на которой было представлено значительное количество работ французских художников-постимпрессионистов (1913).
Несмотря на значительные различия индивидуальных манер, тем и сюжетов, американские риджионалисты работали в относительно консервативном и традиционалистском стиле, «который обращался к национальному самосознанию против предполагаемого доминирования французского искусства».
Художники изображали сцены сельской местности или небольших городков Америки, чаще Среднего Запада. Иногда термин «риджионализм» сближают с понятием американская жанровая живопись (англ.  American Scene Painting), но чаще считают западно-американским ответвлением общего направления реалистического искусства. Картины, рисунки, фотографии, изображающие сцены городской жизни с социальным подтекстом, имеют название «социальный реализм» (англ. Social Realism). «Версия, разработанная в Калифорнии», известна как «California Scene Painting».
Период наибольшего подъёма движения связан с Великой депрессией, когда на фоне всеобщей неуверенности художники стремились возродить веру Америки в свои силы, развивая идею национальной исключительности и самобытности развития. Американский риджионализм известен благодаря «Триумвирату риджионалистов», состоящему из трёх самых известных художников эпохи Великой депрессии в Америке: Гранта Вуда, Томаса Харта Бентона и Джона Стюарта Карри. Все трое изучали искусство в Париже, но посвятили свою жизнь созданию истинно американского искусства. Все они были выходцами с Запада, хотя их творчество сильно различалось по стилю.
Идею групповой солидарности художников продвигал Майнард Уокер, торговец картинами из Канзаса. Ему удалось в 1934 году поместить автопортрет Бентона на обложке рождественского номера журнала «Тайм», что способствовало формированию положительного образа риджионализма в глазах публики. Творчество художников активно поддерживал критик Томас Крейвен. Многие тогда считали, что решение городских проблем американской жизни и экономического кризиса связано с тем, чтобы вернуться к корням сельского, аграрного хозяйства. По выражению самого Бентона, «Грант Вуд должен был играть роль типичного жителя маленького городка в Айове, Джон Карри — типичного фермера из Канзаса, а я — простую деревенщину с плато Озарк». К движению примыкали Чарлз Бёрчфилд и Бен Шан. В работах Бёрчфилда присутствовали элементы фантастики, а Шан был движим духом социального протеста.
Томас Крейвен видел в риджионализме способ победить влияние абстракции, пришедшей из Европы. Преемниками риджионализма стали художники Норман Роквелл и Эндрю Уайет. Роквелл стал популярен благодаря иллюстрациям в журналах. Уайет написал знаменитую картину «Мир Кристины», которая конкурирует с «Американской готикой» Вуда за звание самой любимой картины Америки. Со временем картины Уайета становились более символическими, дав начало движению магического реализма.
Риджионализм оказал сильное и продолжительное влияние на популярную культуру. Он подарил Америке произведения искусства, которые символизируют эту страну. Образцы риджионалистского искусства повлияли на многих американских иллюстраторов детских книг, таких как Клэнси Холлинг, они появляются в рекламе, фильмах и романах. Такие произведения, как «Американская готика», до настоящего времени воспроизводятся и пародируются во всём мире. Даже фреска Джона Стюарта Карри «Трагическая прелюдия», которая написана на стене Капитолия штата Канзас, изображена на обложке дебютного альбома американской прогрессив-рок-группы «Kansas».

## Риджионализм в архитектуре
В более широком значении термина к риджионализму относят различные проявления вернакулярного, или сельского стиля (лат. vernaculus — местный, туземный), в архитектуре разных стран, стиля хайматкунст в Германии и Австрии, а также произведения наивного искусства и примитивизма. В американской архитектуре начала XX века происходили аналогичные процессы, что и в изобразительном искусстве риджионализма. К таким явлениям относят провинциальный гонтовый стиль, неороманский стиль, предшествовавший интенсивному развитию чикагской архитектурной школы 1920—1930-х годов, а также феномен сельской архитектуры Ф. Л. Райта, создателя «органической архитектуры» и «дома прерий»; «в традициях архитектуры американского дома» он нашёл элементы, «которые могли быть использованы как основа для будущего строительства».